# Cercopis
Cercopis is een geslacht van halfvleugeligen uit de familie schuimcicaden (Cercopidae). De wetenschappelijke naam van dit geslacht is voor het eerst geldig gepubliceerd in 1775 door Fabricius.

## Soorten
Het geslacht Cercopis omvat de volgende soorten:
- Cercopis alni Schrank (von), 1801
- Cercopis antica (Walker, 1851)
- Cercopis arcuata Fieber, 1844
- Cercopis bicolor Gmelin, 1789
- Cercopis brunnescens (Melichar, 1912)
- Cercopis cognata (Distant, 1908)
- Cercopis corticina (Melichar, 1902)
- Cercopis costai Metcalf, 1961
- Cercopis decorata (Melichar, 1902)
- Cercopis distincta (Melichar, 1896)
- Cercopis gratiosa Blanchard, 1840
- Cercopis guttata Gmelin, 1789
- Cercopis haupti Metcalf, 1961
- Cercopis intermedia Kirschbaum, 1868
- Cercopis leucoptera Gmelin, 1789
- Cercopis lineolata Gmelin, 1789
- Cercopis lutea Schellenberg, 1802
- Cercopis musiva (Haupt, 1917)
- Cercopis nebulosa Gmelin, 1789
- Cercopis numida Guérin-Méneville, 1844
- Cercopis pallipes Fabricius, 1803
- Cercopis perplexa (Melichar, 1902)
- Cercopis sabaudiana Lallemand, 1949
- Cercopis sanguinolenta (Scopoli, 1763)
- Cercopis unicolor Gmelin, 1789
- Cercopis venosa Gmelin, 1789
- Cercopis vulnerata (Rossi, 1807)